# Tournoi de clôture du championnat du Belize de football 2020
Navigation
Tournoi précédent Tournoi suivant
Le Tournoi Clausura 2020 est le vingtième tournoi saisonnier disputé au Belize.
C'est cependant la 41e fois que le titre de champion du Belize est remis en jeu.
Lors de ce tournoi, le Verdes FC va tenter de conserver son titre de champion du Belize face aux six meilleurs clubs bélizéens. Initialement, chacun des sept clubs participant est confronté deux fois aux six autres équipes. Puis les quatre meilleurs s'affrontent lors d'une phase finale à la fin du tournoi. Néanmoins, la saison est annulée le 18 avril 2020 en raison de la pandémie de Covid-19. Aucun titre n'est décerné tandis que le Verdes FC est désigné comme le représentant du Belize en Ligue de la CONCACAF 2020 en raison de son sacre lors du Tournoi Apertura 2019 et de sa première place au classement cumulatif.

## Contexte
Après un tournoi Apertura avec huit équipes, le Valley Pride Freedom Fighters (en) ne participe pas au tournoi Clausura, ne respectant pas ses obligations vis-à-vis de la ligue et des joueurs.
Le 18 avril 2020, au cours d'une conférence vidéo organisée par la ligue, il est décidé de manière unanime par les propriétaires des clubs d'annuler la fin de la saison en raison de la pandémie de Covid-19 qui frappe le pays. Le Verdes FC représentera le Belize à la Ligue de la CONCACAF 2020.

## Les sept équipes participantes
Ce tableau présente les sept équipes qualifiées pour disputer la deuxième moitié du championnat 2019-2020. On y trouve le nom des clubs, le nom des stades dans lesquels ils évoluent ainsi que la capacité et la localisation de ces derniers.
| \| Defence Force Verdes Belmopan Bandits Placencia Assassins Altitude Wagiya San Pedro \| Localisation des équipes. |
| Defence Force Verdes Belmopan Bandits Placencia Assassins Altitude Wagiya San Pedro                                 |

| Équipe                    | Stade                       | Capacité | Ville       |
| Altitude FC (en)          | Stade Michael Ashcroft (en) | 2 000    | Mango Creek |
| Defence Force             | Stade MCC Grounds           | 2 000    | Belize City |
| Belmopan Bandits          | Stade Isidoro Beaton        | 2 500    | Belmopan    |
| Placencia Assassins (en)  | Terrain de Placencia (en)   | -        | Placencia   |
| San Pedro Pirates FC (en) | Stade Ambergris             | -        | San Pedro   |
| Verdes FC                 | Stade Norman Broaster       | 2 000    | San Ignacio |
| Wagiya (en)               | Stade Carl Ramos            | 3 500    | Dangriga    |

## Compétition
Le tournoi Clausura se déroule de la même façon que le tournoi saisonnier précédent, en deux phases :
- La phase de qualification : les quatorze journées de championnat.
- La phase finale : les matchs aller-retour allant des quarts de finale à la finale.

### Phase de qualification
Lors de la phase de qualification, les sept équipes affrontent à deux reprises les six autres équipes selon un calendrier tiré aléatoirement.
Les quatre meilleures équipes sont qualifiées pour les demi-finales.
Le classement est établi sur le barème de points classique (victoire à 3 points, match nul à 1, défaite à 0).
Le départage final se fait selon les critères suivants :
- Le nombre de points.
- La différence de buts générale.
- Le nombre de buts marqué.

| Rang | Équipe               | Pts | J | G | N | P | Bp | Bc | Diff |
| ---- | -------------------- | --- | - | - | - | - | -- | -- | ---- |
| 1    | Verdes FC T          | 18  | 8 | 5 | 3 | 0 | 14 | 4  | +10  |
| 2    | Belmopan Bandits     | 13  | 7 | 4 | 1 | 2 | 26 | 4  | +22  |
| 3    | San Pedro Pirates FC | 12  | 8 | 3 | 3 | 2 | 13 | 11 | +2   |
| 4    | Altitude FC          | 11  | 8 | 2 | 5 | 1 | 8  | 7  | +1   |
| 5    | Placencia Assassins  | 8   | 8 | 2 | 2 | 4 | 7  | 19 | -12  |
| 6    | Wagiya               | 6   | 8 | 1 | 3 | 5 | 7  | 18 | -11  |
| 7    | Defence Force        | 4   | 7 | 1 | 1 | 5 | 6  | 18 | -12  |

| Légende : Qualifications et relégations | Légende : Qualifications et relégations |
| --------------------------------------- | --------------------------------------- |
|                                         | Qualifié pour les demi-finales          |
|                                         | T Tenant du titre                       |

| Résultats (▼dom., ►ext.)                                   | ALT | BDF | BEL | PLA  | SPP | VER | WAG |
| Altitude FC                                                |     | 1-1 | -   | -    | 2-2 | 0-0 | 0-0 |
| Defence Force                                              | -   |     | 0-5 | 2-1  | 1-2 | -   | -   |
| Belmopan Bandits                                           | 0-1 | -   |     | 11-0 | -   | -   | 5-0 |
| Placencia Assassins FC                                     | 0-1 | 3-0 | 0-3 |      | -   | 1-1 | -   |
| San Pedro Pirates FC                                       | 1-1 | -   | 3-2 | 1-2  |     | -   | 2-0 |
| Verdes FC                                                  | 1-0 | 3-1 | 0-0 | -    | 2-1 |     | 2-1 |
| Wagiya                                                     | -   | 3-1 | -   | 0-0  | 1-1 | 0-5 |     |
| - Victoire à domicile - Match nul - Victoire à l'extérieur |     |     |     |      |     |     |     |

## Statistiques

### Buteurs
| Rang | Nom             | Équipe               | Buts |
| 1    | Georgie Welcome | Belmopan Bandits     | 8    |
| 2    | Facundo Garnier | Belmopan Bandits     | 7    |
| 3    | Jesse Smith     | San Pedro Pirates FC | 9    |
| 3    | Krisean Lopez   | Verdes FC            | 9    |

## Classement cumulatif
| Rang | Équipe                        | Pts | J  | G  | N  | P  | Bp | Bc | Diff |
| ---- | ----------------------------- | --- | -- | -- | -- | -- | -- | -- | ---- |
| 1    | Verdes FC                     | 51  | 22 | 15 | 6  | 1  | 59 | 19 | +40  |
| 2    | Belmopan Bandits              | 41  | 21 | 12 | 5  | 4  | 61 | 17 | +44  |
| 3    | San Pedro Pirates FC          | 35  | 22 | 8  | 11 | 3  | 37 | 29 | +8   |
| 4    | Altitude FC                   | 32  | 22 | 8  | 8  | 6  | 30 | 33 | -3   |
| 5    | Wagiya                        | 25  | 22 | 6  | 7  | 10 | 29 | 34 | -5   |
| 6    | Defence Force                 | 23  | 21 | 6  | 5  | 10 | 27 | 39 | -12  |
| 7    | Placencia Assassins           | 14  | 22 | 3  | 5  | 14 | 22 | 55 | -33  |
| 8    | Valley Pride Freedom Fighters | 4   | 14 | 1  | 1  | 12 | 14 | 53 | -39  |

| Légende : Qualifications et relégations | Légende : Qualifications et relégations |
| --------------------------------------- | --------------------------------------- |
|                                         | Ligue de la CONCACAF 2020               |
|                                         | Non inscrit pour le tournoi Clausura    |
|                                         | T Tenant du titre                       |

## Bilan du tournoi
| Tournoi de clôture du championnat de football du Belize 2020 |                   |
| Champion                                                     | Titre non décerné |
| Qualifications continentales                                 |                   |
| Ligue de la CONCACAF 2020                                    | Verdes FC         |